# ارنستو ساباتو
ارنستو ساباتو (به اسپانیایی: Ernesto Sabato) (زاده ۲۴ ژوئن ۱۹۱۱ - درگذشته ۳۰ آوریل ۲۰۱۱) نویسنده و رمان‌نویس برجستهٔ آرژانتینی از تبار ایتالیایی-Arbëreshë بود.

## رمان‌ها
- تونل (۱۹۴۸)
- قهرمان‌ها و گورها (۱۹۶۱)
- فرشتۀ ظلمت (۱۹۷۴)

## جوایز و افتخارات
- ۱۹۸۴ برنده جایزه ادبی سروانتس
- ۲۰۰۷ نامزد جایزه ادبی نوبل [۱]